# Ornitodesm
Ornitodesm (Ornithodesmus cluniculus) – niewielki teropod z rodziny ornitodesmów (Ornithodesmidae).
Żył w epoce wczesnej kredy (ok. 130 mln lat temu) na terenach współczesnej Europy. Jego szczątki znaleziono Wielkiej Brytanii.